# 編輯委員會
编辑委员会是指出版物於編寫時由一群专家組成的臨時創作團體，他们負責審稿並且能决定出版物的內容以及編輯方向。